# Cartophilia Sueciae
Cartophilia Sueciae är en svensk riksförening för personer som är intresserade av spelkort och kortspel. Föreningen ger ut medlemstidningen Kartofilen. En kartofil är en person som tycker om (spel-)kort.